# Krzysztof Strugarek
Krzysztof Strugarek (ur. 19 lutego 1987 w Poznaniu) – były polski piłkarz grający na pozycji obrońcy. 
Syn Andrzeja Strugarka. W rundzie wiosennej sezonu 2006/07 był zawodnikiem ŁKS Łomża, gdzie trafił z zespołu rezerw Lecha Poznań na zasadzie wypożyczenia. W sezonie 2007/08 grał w Wiśle Płock. W sezonie 2008/09 piłkarz Warty Poznań. Na początku sezonu 2009/10 podpisał kontrakt na grę w zespole bytomskiej Polonii, jednak nie udało mu się zapewnić sobie miejsca w składzie pierwszej drużyny i rozwiązał umowę z klubem.
Piłkarz 12 lipca 2010 roku zakończył karierę piłkarską z powodu wady słuchu.

## Występy w reprezentacjach Polski
U-16
1.3.2003, Oostduinkerke, Belgia - Polska 5:2 (towarzyski, 90 minut, 1 gol)

3.3.2003, Veurne (Belgia), Polska - Serbia 2:1 (towarzyski, do 54 minuty)

5.3.2003, Coxyde (Belgia), Polska - Irlandia Północna 1:2 (towarzyski, do 64 minuty)

28.4.2003, Olecko, Polska - Litwa 2:0 (towarzyski,  do 77 minuty)

28.5.2003, Gradisca d'Isomzo, Włochy - Polska 3:1 (towarzyski, do 53 minuty)

13.8.2003, Miske (Węgry), Czechy - Polska 1:1 (towarzyski, od 41 do 78 minuty)

14.8.2003, Miske (Węgry), Polska - Serbia 2:1 (towarzyski, od 76 minuty)

16.8.2003, Kalocsa (Węgry), Polska - Chorwacja 2:1 (towarzyski, do 48 minuty) 

17.8.2003, Rackeve (Węgry), Polska - Izrael 1:0 (towarzyski, od 52 minuty)

3.9.2003, Grudziądz, Polska - Węgry 4:1 (towarzyski, od 73 minuty) 

4.9.2003, Toruń, Polska - Czechy 2:2 (k. 2:4) (towarzyski, od 76 minuty)

6.9.2003, Świecie nad Wisłą, Polska - Belgia 2:3 (towarzyski, od 41 minuty)

28.10.2003, Bry-sur-Marne, Francja - Polska 5:0 (towarzyski, od 41 minuty)

1.11.2003, Bonneuil (Francja), Polska - Japonia 2:1 (towarzyski, od 79 minuty)

Razem: 14 meczów, 1 gol
U-17'
2.3.2004, Žilina, Słowacja - Polska 2:2 (towarzyski, od 56 minuty)

4.3.2004, Žilina, Słowacja - Polska 2:1 (towarzyski, od 60 minuty)

27.3.2004, Rybnik, Polska - Włochy 0:3 (towarzyski, do 41 minuty)

27.4.2004, Lębork, Polska - Szwecja 3:1 (towarzyski, od 84 minuty)

29.4.2004, Słupsk, Polska - Szwecja 2:1 (towarzyski, do 41 minuty)

28.5.2004, Horky (Czechy), Polska - Słowacja 1:0 (towarzyski, do 65 minuty, 1 gol)

27.8.2004, Jičin (Czechy), Polska - Francja 0:1 (towarzyski, od 60 minuty)

Razem: 7 meczów, 1 gol
U-18
13.5.2005, Otwock, Polska - Rosja 1:2 (towarzyski, do 54 minuty)

6.9.2005, Eidsvall, Norwegia - Polska 0:4 (towarzyski, 90 minut) 

8.9.2005, Kongsvinger, Norwegia - Polska 2:5 (towarzyski, 90 minut)

20.9.2005, Arad, Rumunia - Polska 3:0 (towarzyski, 90 minut) 

9.10.2005, Wronki, Polska - Czechy 0:1 (towarzyski, 90 minut) 

11.10.2005, Pniewy, Polska - Anglia 2:1 (towarzyski, 90 minut)

Razem: 6 meczów
U-19
23.3.2006, Aalter, Belgia - Polska 3:1 (towarzyski, 90 minut)

26.4.2006, Szczecinek, Polska - Niemcy 0:1 (towarzyski, od 83 minuty)

24.5.2006, Siemiatycze, Polska - Litwa 0:1 (towarzyski, 90 minut)

26.5.2006, Bielsk Podlaski, Polska - Litwa U-20 2:2 (towarzyski, od 46 minuty)

21.6.2006, Iława, Polska - Łotwa 3:0 (towarzyski, 90 minut)

18.7.2006, Poznań, Polska - Austria 0:1 (Mistrzostwa Europy, do 80 minuty)

20.7.2006, Wronki, Polska - Belgia 4:1 (Mistrzostwa Europy, 90 minut)

23.7.2006, Grodzisk Wielkopolski, Polska - Czechy 0:2 (Mistrzostwa Europy, 90 minut)

19.9.2006, Tondela, Portugalia - Polska 2:1 (towarzyski, 90 minut) 

21.9.2006, Tondela, Portugalia - Polska 3:0 (towarzyski, 90 minut) 

Razem: 10 meczów (w tym Mistrzostwa Europy: 3 mecze)
U-20
23.3.2007, Suwon (Korea Płd.), Polska - Chiny 0:2 (towarzyski, od 85 minuty)

25.3.2007, Suwon,  Korea Południowa - Polska 0:0 (towarzyski, 90 minut) 

27.3.2007, Suwon (Korea Południowa), Polska - Gambia 2:0 (towarzyski, 90 minut) 

7.6.2007, Amman, Jordania - Polska 1:1 (towarzyski, od 46 minuty)

9.6.2007, Amman (Jordania), Polska - Syria 2:2 (towarzyski, do 45 minuty)

11.6.2007, Amman, Jordania - Polska 2:3 (towarzyski, do 45 minuty) 

30.6.2007, Montreal (Kanada), Polska - Brazylia 1:0 (Mistrzostwa Świata, 90 minut) 

3.7.2007, Montreal (Kanada), Polska - Stany Zjednoczone 1:6 (Mistrzostwa Świata, 90 minut)

6.7.2007, Montreal (Kanada), Polska - Korea Południowa 1:1 (Mistrzostwa Świata, 90 minut)

12.7.2007, Toronto (Kanada), Polska - Argentyna 1:3 (Mistrzostwa Świata, 90 minut)

Łącznie: 10 meczów (w tym Mistrzostwa Świata: 4 mecze)